# Warren Godfrey
Warren Edward Godfrey (* 23. März 1931 in Toronto, Ontario; † 5. April 1997) war ein kanadischer Eishockeyspieler, der im Verlauf seiner aktiven Karriere zwischen 1949 und 1969 unter anderem 838 Spiele für die Boston Bruins und Detroit Red Wings in der National Hockey League (NHL) auf der Position des Verteidigers bestritten hat. Godfrey, der während der „Original-Six“-Ära der NHL keinen Stanley Cup gewann, feierte seinen größten Karriereerfolg in Diensten der Pittsburgh Hornets mit dem Gewinn des Calder Cups der American Hockey League (AHL) im Jahr 1967.

## Karriere
Godfrey verbrachte seine Juniorenzeit zwischen 1949 und 1951 in der Juniorenklasse der Ontario Hockey Association (OHA-Jr.) bei den Galt Red Wings und Waterloo Hurricanes. Zum Ende selbiger absolvierte er im Frühjahr 1951 einige Partien für die Kitchener-Waterloo Dutchmen in der Seniorenklasse der OHA (OHA-Sr.). Schließlich verbrachte der Verteidiger die Saison 1951/52 bei den Tacoma Rockets in der Pacific Coast Hockey League (PCHL), um langsam im Profibereich Fuß zu fassen. Seine dortigen Leistungen mit 25 Scorerpunkten in 61 Einsätzen der regulären Saison bescherten ihm im Sommer 1952 ein Vertragsangebot der Boston Bruins aus der National Hockey League (NHL).
Zur Spielzeit 1952/53 gelang es dem 21-Jährigen einen Stammplatz im Kader der Boston Bruins zu erhalten. Der Rookie etablierte sich mit seiner kompromisslosen Spielweise schnell im Team, musste selbiges aber nach drei Jahren Zugehörigkeit im Juni 1955 durch einen Transfer verlassen. Der Transfer, der einer der Größten der damaligen Zeit war, umfasste insgesamt neun Spieler und sah Godfrey gemeinsam mit Ed Sandford, Réal Chevrefils, Norm Corcoran und Gilles Boisvert zum amtierenden Stanley-Cup-Sieger Detroit Red Wings wechseln. Im Gegenzug gingen Terry Sawchuk, Vic Stasiuk, Marcel Bonin und Lorne Davis zu den Bruins nach Boston. Bei den Detroit Red Wings verbrachte Godfrey die folgenden sieben Spielzeiten und erreichte mit der Organisation in den Jahren 1956 und 1961 jeweils die Finalserie um den Stanley Cup, ohne jedoch siegreich daraus hervorzugehen. Über den Intra-League-Draft kehrte der Abwehrspieler im Juni 1962 für eine Saison zu den Boston Bruins zurück.
Detroit holte den Kanadier im Oktober 1963 im Tausch für Gerry Odrowski bereits wieder in ihr Franchise. Es gelang dem mittlerweile 32-Jährigen jedoch nicht, sich in den folgenden Jahren im Aufgebot des NHL-Teams zu etablieren. Stattdessen kam er lediglich zu sporadischen Einsätzen und lief in den folgenden fünf Spielzeiten bis zum Sommer 1968 zumeist für Detroits Farmteams in den Minor Leagues auf. So spielte er zwischen 1963 und 1967 hauptsächlich für die Pittsburgh Hornets in der American Hockey League (AHL), mit denen er 1967 den Calder Cup errang. Des Weiteren lief er für die Memphis Wings sowie deren Nachfolgeteam die Fort Worth Wings in der Central Professional Hockey League (CPHL) auf. Im August 1968 verkauften die Red Wings den Altstar an die Vancouver Canucks aus der Western Hockey League (WHL). Um jedoch im Bundesstaat Michigan sesshaft zu bleiben, verbrachte Godfrey seine letzte Profisaison bei deren Kooperationspartner Rochester Americans in der AHL, ehe er im Alter von 38 Jahren seinen Rückzug aus dem aktiven Sport bekannt gab.
Godfrey verstarb im April 1997 wenige Tage nach seinem 66. Geburtstag.

## Erfolge und Auszeichnungen
- 1955 Teilnahme am NHL All-Star Game
- 1967 Calder-Cup-Gewinn mit den Pittsburgh Hornets

## Karrierestatistik
(Legende zur Spielerstatistik: Sp oder GP = absolvierte Spiele; T oder G = erzielte Tore; V oder A = erzielte Assists; Pkt oder Pts = erzielte Scorerpunkte; SM oder PIM = erhaltene Strafminuten; +/− = Plus/Minus-Bilanz; PP = erzielte Überzahltore; SH = erzielte Unterzahltore; GW = erzielte Siegtore; 1 Play-downs/Relegation; Kursiv: Statistik nicht vollständig)